# Bryan Roy
Bryan Edward Steven Roy (Amszterdam, 1970. február 12. –) holland válogatott labdarúgó, edző.
A holland válogatott tagjaként részt vett az 1990-es és az 1994-es világbajnokságon, illetve az 1992-es Európa-bajnokságon.

## Pályafutása
1987-ben kezdte pályafutását az Ajaxban, amellyel 1992-ben megnyerte az UEFA-kupát. 1992 novemberében az olasz Foggia szerződtette. Az 1994-es világbajnokságot követően, ahol a negyeddöntőig jutott a holland válogatottal, a Nottingham Forest játékosa lett. A Forest 2,9 millió fontot fizetett érte.
Első szezonjában Stan Collymoreral alkotott stabil kettőst a középpálya közepén. A Forest bravúros harmadik helyet ért el az élvonalban, a következő évi UEFA-kupa sorozatban pedig egészen a negyeddöntőig jutottak. 1996 és 1997 között sérülések is hátráltatták a szereplését, és miután az 1996-97-es szezon végén a Nottingham kiesett az élvonalból, Roy a német Hertha játékosa lett. 2000-ben visszatért a hazájába, a NAC Breda játékosa lett, majd itt fejezte be pályafutását. Visszavonulása után edzőként az Ajax utánpótlásában dolgozott.

## Sikerei, díjai
Ajax
- Holland bajnok (1): 1989–90
- UEFA-kupa (1): 1991–92

Egyéni
- Az év holland labdarúgója (1): 1987